# NGC 6033
NGC 6033 este o galaxie spirală situată în constelația Șarpele. A fost descoperită în 23 iulie 1864 de către Albert Marth. Se află la o distanță de 108,64 megaparseci de Pământ.